# Kovács Imre (miniszterhelyettes)
Kovács Imre (Noszlop, 1935. május 17. –) magyar agrármérnök, mezőgazdasági és élelmezésügyi miniszterhelyettes.

## Élete
Pályáját traktorosként kezdte. 1959-ben az Agrártudományi Egyetemen szerzett mezőgazdasági mérnöki végzettséget, ugyanabban az évben az Élelmezési Minisztériumba kapott főelőadói kinevezést. 1968-tól a Magyar Szocialista Munkáspárt Központi Bizottságának (MSZMP KB) politikai munkatársa és alosztályvezető volt; 1972-ban a mezőgazdasági tudományok kandidátusa lett. 1975. november 1-jétől 1983. december 31-ig a Mezőgazdasági és Élelmezésügyi Minisztériumban volt miniszterhelyettes, e minőségében felügyelete alá tartozott a Közgazdasági, a Munkaügyi és Szociálpolitikai, a Költségvetési, valamint a Beruházási Főosztály, továbbá a Gazdasági Hivatal. 1984-től az MSZMP KB Gazdaságpolitikai Osztályán dolgozott osztályvezető-helyettesként, 1988-tól pedig osztályvezetőként.
1962-től volt tagja az MSZMP-nek, továbbá tagja volt a Műszaki és Természettudományi Egyesületek Szövetsége (MTESZ) Országos Elnökségének, a Magyar Élelmezésipari Tudományos Egyesület (MÉTE) elnökségének és a Magyar Közgazdasági Társaság Mezőgazdasági Szakosztálya vezetőségének, illetve tagja volt a Központi Népi Ellenőrző Bizottságnak (KNEB) és a Hazafias Népfront Országos Tanácsának. 1981. február 28. és 1988. március 28. között ellátta az FTC elnökségét is, ahol fő feladata az volt, hogy pozícióit felhasználva igyekezzék segíteni a klubot. 1988. márciusában maga kérte a felmentését, mert úgy ítélte meg, hogy új pozíciójával (akkor lett az MSZMP KB osztályvezetője) már nem tudja összeegyeztetni e társadalmi megbízatását.

### Kutatható iratanyaga
Miniszterhelyettesi működési időszakából 7,80 iratfolyóméternyi (65 doboznyi), maradandó értékűnek minősített iratanyaga került az Országos Levéltár, mai nevén Magyar Nemzeti Levéltár Országos Levéltára őrizetébe, ahol az a XIX-K-9-bb törzsszámon kutatható.